# بایورک لی
بایورک لی (متولد ۵ دسامبر ۱۹۴۶) بازیگر، خواننده، رقصنده، طراح رقص، کارگردان سینما و نویسنده آمریکایی است. کالج کلمبیا شیکاگو از لی در جشنواره زنان جنگجو در سال ۲۰۰۳ که توسط مرکز هنرها و رسانه‌های آسیایی کالج برگزار شد، تقدیر کرد. بنیاد سهام عدالت بازیگران در سال ۲۰۱۴ به او جایزه استنادی پل رابسون را اعطا کرد.
در سال ۲۰۱۷، لی جایزه تونی ایزابل استیونسون را دریافت کرد که از اعضای صنعت تئاتر به دلیل مشارکت قابل توجه آنها در امور خیریه تقدیر می‌شود. او به دلیل تعهد دیرینه اش به نسل‌های آینده هنرمندان از طریق همکاری با پروژه ملی هنرمندان آسیایی (NAAP) و برنامه‌های آموزش تئاتر در سراسر جهان مورد تجلیل قرار گرفت. لی یکی از بنیانگذاران NAAP است، یک سازمان غیرانتفاعی که آثار هنرمندان تئاتر آسیایی-آمریکایی را از طریق اجرا، اطلاع‌رسانی و برنامه‌ریزی آموزشی به نمایش می‌گذارد.